# Картър Круз
Картър Круз (на английски: Carter Cruise) е американска порнографска актриса.

## Ранен живот
Родена е на 24 април 1991 г. в град Атланта, щата Джорджия, САЩ. Тя е от смесен етнически произход - чероки и уелски.
През 2009 г. е приета да учи в Университета на Източна Каролина в град Гринвил със специалност психология и подготвително обучение по право.
През лятото на 2013 г. започва да работи като еротичен фотомодел, след което решава да не продължи образованието си и да се насочи към порнографската индустрия.

## Кариера

### В порнографската индустрия
Дебютира като актриса в порнографската индустрия през 2013 г., когато е на 22-годишна възраст.
От юни 2014 г. е представлявана от агенцията „Шпиглър гърлс“ на Марк Шпиглър. Същата година прави дебютната си сцена с двойно проникване във филма „Във въздуха“.
През 2015 г. е удостоена с наградите на AVN за най-добра нова звезда и за най-добра актриса, с което става втората изпълнителка в историята на наградите, която получава тези две отличия в една и съща година след Джена Джеймисън през 1996 г. Същата година печели т.н. тройна корона в порното за най-добра нова звезда, след като получава наградите на AVN, XBIZ и XRCO в тази категория.
Круз снима през 2015 г. първите си сцени с междурасов секс (с чернокож партньор) във филма „Картър Круз мания“ и с блоубенг (фелацио на множество мъже) във филма „Facialized: Vol. 2“. Същата година участва в порнопародията „Батман срещу Супермен ХХХ“ на режисьора Аксел Браун, който остава впечатлен от нейните актьорските умения и сексуална мощ и ѝ предлага ексклузивен договор с неговата компания – „Axel Braun Productions“. Круз подписва този договор през октомври 2015 г. с предвиден едногодишен срок на действието му и става третата изпълнителка с ексклузивен договор с компанията на Браун. След сключването на договора тя решава да си вземе 6-месечна почивка от порното и се завръща през пролетта на 2016 г. с дебюта си като звезда на „Axel Braun Productions“ в своя шоукейс филм „Круз контрол“. Следва главна роля в порнопародията „Супермомиче ХХХ“ с режисьор Аксел Браун. Филмът е излъчен за първи път през май 2016 г. пред студентите от класа по филмови и медийни науки на професор Констанс Пенли в Калифорнийския университет в Санта Барбара при гостуването там на Круз и Браун.
Включена е в списъка от 2016 г. на „Мръсната дузина: най-популярните звезди в порното (най-големите звезди на порното)“ на телевизионния канал CNBC.

### Други изяви
През декември 2014 г. онлайн версията на списание „Космополитън“ публикува интервю с Круз за живота ѝ преди порното, кариерата ѝ и плановете ѝ.
Участва в документалния филм „Любовта в порното“ (2016) на режисьора Ксения Йорш, отнасящ се до любовта и отношенията в индустрията за възрастни, като филмът е излъчен по време на фестивала в Кан.
Занимава се и с музика, като се изявява като диджей и през януари 2015 г. излиза първият ѝ сингъл „Dunnit“.

## Награди
- 2014: NightMoves награда за най-добра нова звезда (избор на феновете).[18]
- 2015: AVN награда за най-добра нова звезда.[19]
- 2015: AVN награда за най-добра актриса – „Втори шанс“.[19]
- 2015: XBIZ награда за най-добра нова звезда.[17][20]
- 2015: XBIZ награда за най-добра актриса в игрален филм – „Втори шанс“.[17][20]
- 2015: XBIZ награда за най-добра актриса във филм само с момичета – „Лесбийска вампирска академия“.[17][20]
- 2015: XRCO награда за нова звезда.[21]
- 2016: AVN награда за най-добра секс сцена с тройка (момче/момче/момиче) – „Картър Круз мания“ (с Флаш Браун и Джейсън Браун).[22]
- 2016: XBIZ награда за най-добра секс сцена само с момичета – „Джеси обича момичета“ (с Джеси Ендрюс).[23]